# KO SHIBASAKI Birthday Party 2022 HINOMIKO UTAGE 〜陽の巫女の宴〜
『KO SHIBASAKI Birthday Party 2022 HINOMIKO UTAGE 〜陽の巫女の宴〜』(コウ・シバサキ・バースデイ・パーティー・2022・ヒノミコ・ウタゲ ～ひのみこのうたげ～)は柴咲コウがリリースしたライブDVD及び、柴咲コウが行ったライブ。

## 解説
ライブDVDとしては、『EARTH THE KO』以来、約3年振りとなる。
本作は柴崎の歌手デビュー20周年を記念して行われ、2022年8月4日に行われたビルボードライブ東京公演での様子を収録している。
付属のCDには、本作の1週間前に配信リリースされた『TRUST』が収録されている。
柴崎は本作に関して、以下のようにコメントしている。
デビュー曲も歌唱しましたし、20周年を記念するセットリストになっています。昔から応援してくださっている方は懐かしさを感じながら、ご自身もその時代を振り返りながらご覧いただけたら楽しいかもしれません。過去の曲を知らない方は、ここで触れてこれから聴いていっていただければ嬉しいです。私の大好きな和の趣の中で、ご自宅でゆったりと音楽に浸っていただければ。—柴咲コウ。

## 収録曲

### Disc.1 (Blu-ray)
1. 漆黒、十五夜
2. いざよい
3. 月のしずく
4. 最愛
5. EUPHORIA
6. 浮雲
7. かたち あるもの
8. My Perfect Blue
9. wish
10. また、うまれるころには
11. Blessing -Bonus-
12. Trust my feelings -Bonus-
13. KO SHIBASAKI 20TH ANNIVERSARY HINOMIKO UTAGE ～陽の巫女の宴～ Documentary & Interview

### Disc.2 (CD)
1. TRUST
作詞・作曲：SiZK, ucio、Ko Shibasaki / 編曲：Akiyoshi Yasuda、Atsutaka Yoshida